# Vilanova de Meià
Vilanova de Meià község Spanyolországban, Lleida tartományban. Vilanova de Meià Àger, Camarasa, Llimiana, Gavet de la Conca, Isona i Conca Dellà, Artesa de Segre és Alòs de Balaguer községekkel határos. Lakosainak száma 466 fő (2024).

## Népesség
A település népessége az utóbbi években az alábbiak szerint változott:
| Lakosok száma | 643  | 1751 | 1229 | 930  | 513  | 433  | 418  | 422  | 389  | 466  |
|               | 1717 | 1887 | 1936 | 1960 | 1986 | 2004 | 2009 | 2014 | 2019 | 2024 |